# Ягода Кумрич
Ягода Кумрич е хърватска актриса на хърватските корени. Известна е с ролята на Никол Златар в сериала „Изборът на Лара“.

## Биография
Родена е на 26 февруари 1992 година в град Сплит. Още от малка проявява желание да стане актриса – когато е само на шест години, тя заявява на родителите си, че един ден ще отиде в Холивуд и ще получи награда „Оскар“.
Актрисата признава, че в началното училище е била отлична ученичка, но с влизането в гимназия е понижила успеха си, защото изпитвала скука от учебния материал. Тя се оказва на косъм от оставане в същия клас първата година в гимназията. Тогава прекарва голяма част от времето си в Младежкия театър.
Не успяла да издържи приемния изпит в Академията за драматични изкуства в Загреб, Ягода започва да помага в семейния бизнес. След известно време работи в козметичен магазин, държан от двама израелци – работата изисквала от нея да спира хора на улицата и да им предлага продуктите на магазина. Лицензиантите обаче решават да напуснат страната и Ягода и майка ѝ поемат бизнеса.
Ягода временно преустановява бизнеса, когато ѝ хрумва да отиде на кастинга на нов хърватски сериал – „Изборът на Лара“. Макар и убедена, че няма да бъде избрана, защото не притежава необходимия опит, тя получава важна роля в сериала.

### Семейство
Майка ѝ Саня е собственик на салон за красота и магазин, докато баща ѝ Перо е агент на недвижими имоти. Има два братя, Златко (по-голям брат) и Марко, трениращи джудо, като Златко дори е сред хърватските първенци в този спорт.

## Любопитно
- През тийнейджърските години боядисва косата си в оранжево, носи карирани панталони, слуша осиекската пънк група „Дебели прецједник“ и посещава култовия сплитски клуб „Коцка“, на който е чест гост и днес.

- Обожава Мерилин Монро, наслаждава се на класическа музика и балет, който всъщност танцува в продължение на седем години.[1]